# Дёгтева, Светлана Владимировна
Светлана Владимировна Дегтева (род. 21 сентября 1958 года) — российский учёный-геоботаник, член-корреспондент РАН (2022).

## Биография
Родилась 21 сентября 1958 года в Сыктывкаре Коми АССР.
В 1980 году — с отличием окончила химико-биологический факультет Сыктывкарского государственного университета имени 50-летия СССР, в 1984 году — аспирантуру при биолого-почвенном факультете Ленинградского государственного университета.
С 1985 года — работает в Институте биологии Коми НЦ УрО РАН, пройдя путь от научного сотрудника лаборатории геоботаники и систематики растений, заведующей лаборатории луговедения и рекультивации, заместителя директора по научным вопросам (с 2005 по 2010 годы), являлась директором института (с 2010 года).
В 1985 году — защитила кандидатскую диссертацию, тема: «Сероольшаники северо-запада европейской части РСФСР».
В 2002 году — защитила докторскую диссертацию, тема: «Лиственные леса подзон южной и средней тайги Республики Коми».
В 2022 году — избрана членом-корреспондентом РАН от Отделения биологических наук.

## Научная деятельность
Специалист в области геоботаники, лесной типологии, охраны и рационального использования природных ресурсов.
Вместе с с коллегами проводит исследования растительного покрова на территориях Печоро-Илычского государственного природного биосферного заповедника и национального парка «Югыд ва».
Провела классификацию растительного покрова в ландшафтах Северного (бассейн верхней и средней Печоры) и Приполярного (бассейн р. Косью) Урала, выявила особенности естественного восстановления растительных сообществ при промышленной деятельности на Приполярном Урале, закономерности смен лесных фитоценозов на вырубках и гарях в подзонах южной и средней тайги Республики Коми.
Автор и соавтор свыше 260 научных работ, в том числе 20 монографий, основные публикации посвящены проблеме трансформации растительного покрова под воздействием деятельности человека, вопросам формирования региональной системы объектов природно-заповедного фонда.
В 1995 году в соавторстве с А. И. Таскаевым, Р. Н. Алексеевой, В. П. Гладковым опубликована карта «Охраняемые природные территории Республики Коми» (М 1:1 200 000).
С 2000 года сотрудники Института биологии Коми НЦ УрО РАН под её руководством реализуют программу комплексных исследований, направленную на инвентаризацию и мониторинг биологического разнообразия особо охраняемых природных территорий на ценотическом, видовом и популяционном уровнях.
Являлась ответственным редактором серии монографий «Биологическое разнообразие особо охраняемых природных территорий Республики Коми», а также подготовленное под её руководством второе издание «Кадастра особо охраняемых природных территорий Республики Коми», которое было удостоено Премии Правительства Республики Коми, курирует ведение и издание «Красной книги Республики Коми».
Председатель Ученого совета Института биологии Коми НЦ УрО РАН, член Объединённого ученого совета по биологическим наукам УрО РАН, заместитель председателя диссертационного совета Д 004.007.01 по защите докторских диссертаций в Институте биологии Коми НЦ УрО РАН, член коллегии Минприроды Республики Коми, член Совета по Арктике УрО РАН, председатель Коми отделения Русского ботанического общества.
Является главным редактором журнала «Вестник Института биологии Коми НЦ УрО РАН», входит в состав редакционных коллегий научных рецензируемых журналов «Растительность России», «Известия Коми НЦ УрО РАН», «Известия Карельского НЦ РАН», «Теоретическая и прикладная экология», «Аграрная наука Евро-Северо-Востока».
Вела преподавательскую деятельность в Коми государственном педагогическом институте и Сыктывкарском государственном университете, под её руководством защищены три кандидатские диссертации.

## Награды
- Премия Главы Республики Коми
- Премия Правительства Республики Коми в области научных исследований
- Нагрудный знак Минприроды Российской Федерации «Отличник охраны природы России»
- Звания «Почётный деятель Республики Коми», «Почётный эколог Республики Коми»
- Памятная медаль «95 лет Республике Коми»
- Почётные грамоты Уральского отделения РАН, РАН и профсоюза работников РАН, Республики Коми, Минприроды Республики Коми, Министерства образования, науки и молодёжной политики Республики Коми